# Hearts Beat Loud
Hearts Beat Loud is een Amerikaanse muzikale film uit 2018, meegeschreven en geregisseerd door Brett Haley.

## Verhaal
Frank is een alleenstaande vader met een eigen platenzaak die niet echt goed draait. Zijn dochter Sam bereidt zich voor om naar de universiteit te gaan. Frank is bang om haar te verliezen en hoopt dat hun beider interesse voor muziek hen verbonden zal houden. Daarom overtuigt hij zijn dochter om hun wekelijkse jamsessies om te zetten in een echte band. Tegen alle verwachtingen in wordt hun eerste nummer een hit op Spotify.

## Rolverdeling
| Acteur          | Personage       |
| --------------- | --------------- |
| Nick Offerman   | Frank Fisher    |
| Kiersey Clemons | Sam Fisher      |
| Toni Collette   | Leslie          |
| Sasha Lane      | Rose            |
| Ted Danson      | Dave            |
| Blythe Danner   | Marianne Fisher |

## Productie
In juni 2017 werd aangekondigd dat Kiersey Clemons bij de cast gevoegd was voor de nieuwste film van Brett Haley, waarvan hij het scenario samen met Marc Basch. Houston King, Sam Bisbee en Sam Slater zullen de film produceren, met hun maatschappijen Burn Later Productions, Houston King Productions en Park Pictures. In dezelfde maand werden Nick Offerman, Toni Collette, Sasha Lane, Ted Danson en Blythe Danner toegevoegd aan de cast. De opnamen gingen van start in augustus 2017 in New York.

### Release
Hearts Beat Loud ging op 26 januari 2018 in première op het Sundance Film Festival.